# Елеопомазание

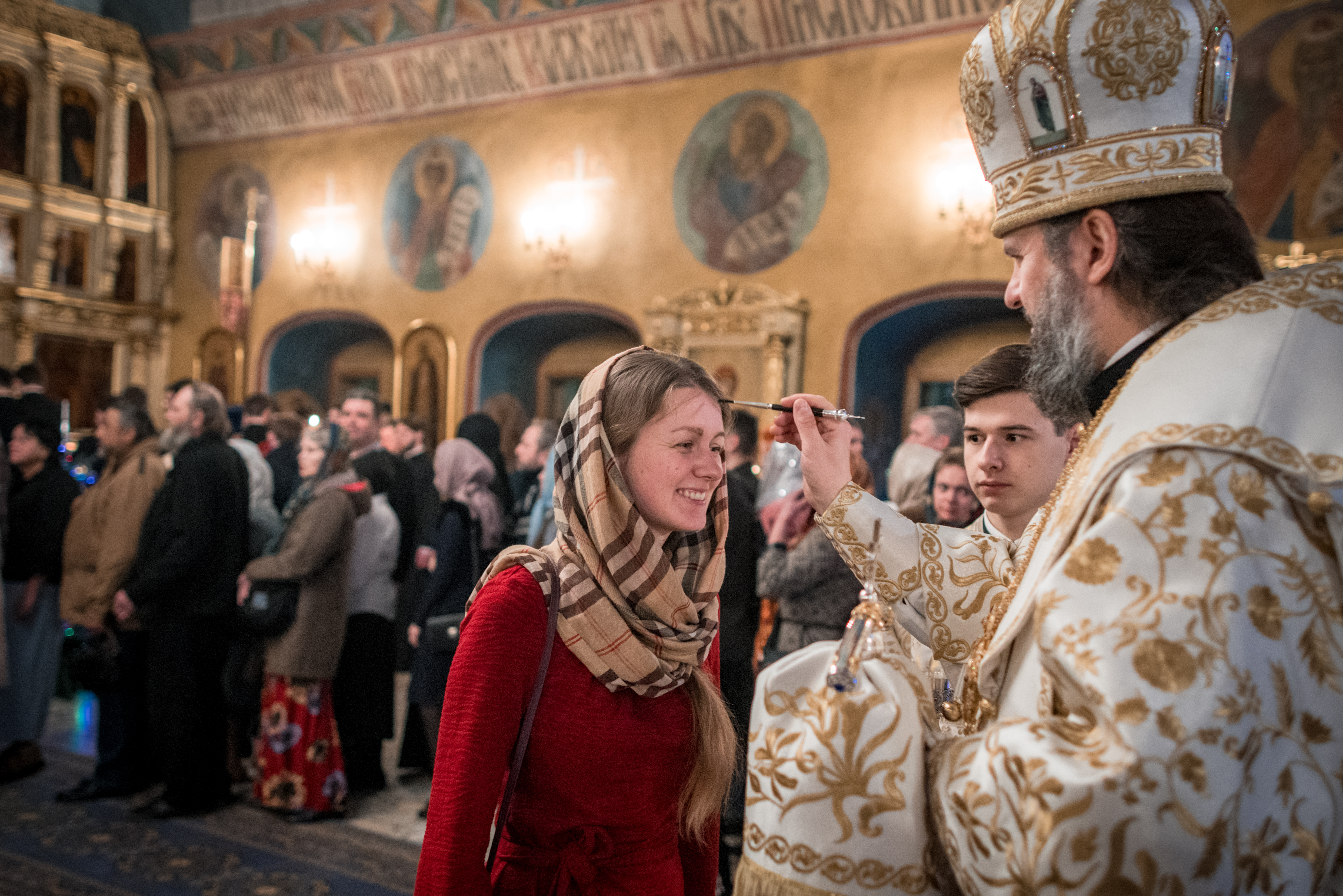
Архиепископ Амвросий (Ермаков) совершает помазание елеем в Покровском храме МДА

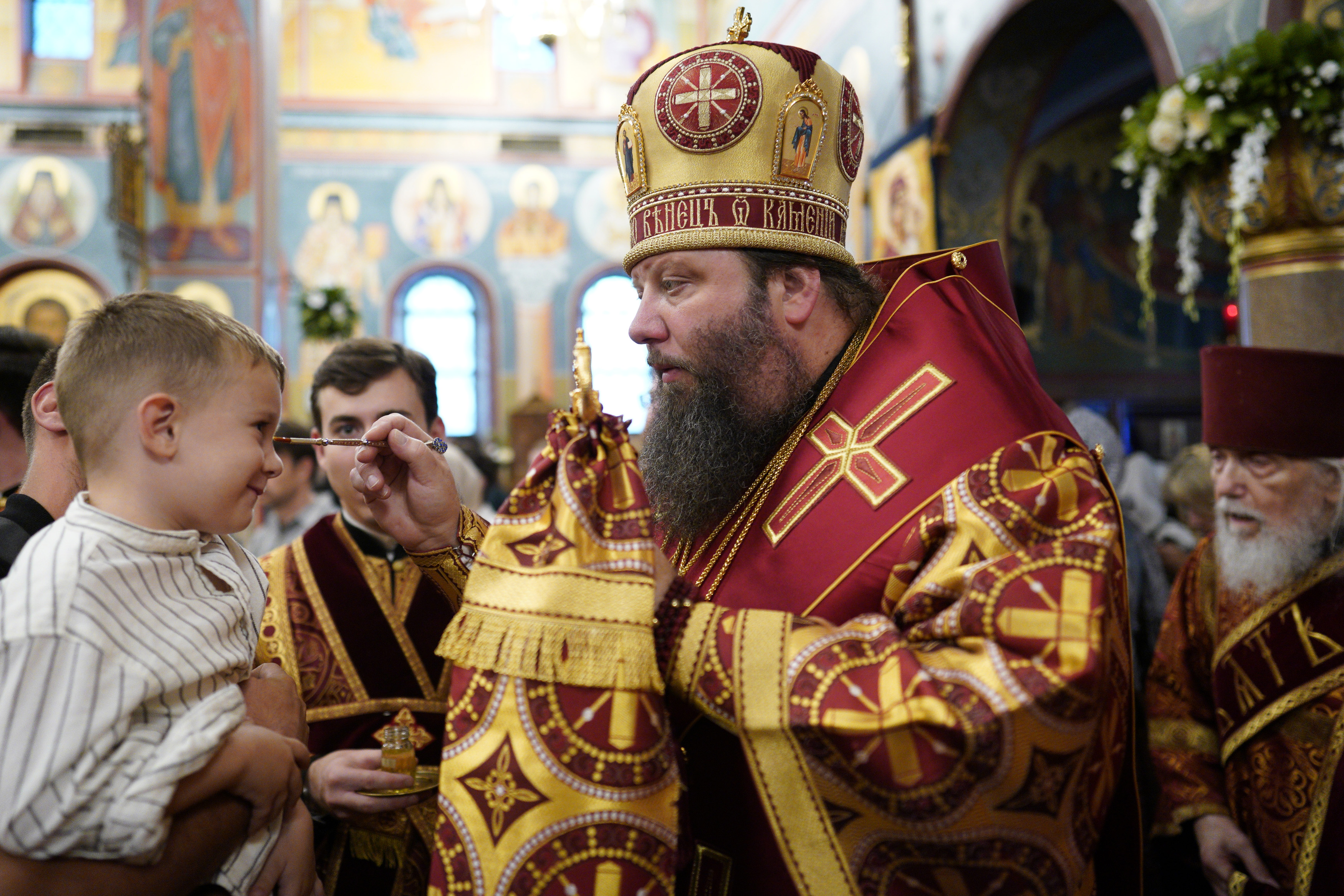
Митрополит Николай (Ольховский) совершает елеопомазание в Иоанно-Предтеченском соборе, Вашингтон, США

Елеопома́зание — обряд Православной и некоторых других церквей, состоящий в помазании священником лба верующего освящённым маслом (елеем). При этом изображается знак креста, что символически обозначает излияние Божией милости на помазуемого.
Исторически восходит к установленному через Моисея указанию помазывать освящённым маслом Аарона, его сыновей, а позднее всех их потомков, ставших священнослужителями в Храме (до его постройки — в скинии). Елеопомазание упоминается и в Новом Завете (Иак. 5:14) как обряд, совершаемый пресвитером над больным.

## У православных
Елеопомазание совершается:
- на воскресной и праздничной утрени. В России это происходит после чтения Евангелия (на полиелее), в Греции — по окончании утрени. Верующие после поклонения праздничной иконе и Евангелию подходят к священнику, который их помазывает с произнесением слов «во имя Отца и Сына и Святаго Духа», или «слава Господи святому воскресению Твоему», или «пресвятая Богородица, спаси нас», или «святый (имярек), моли Бога о нас». В Типиконе это описано так:

И исходит иерей с кадилом, предыдущу ему светильнику, кадит на аналогии икону святаго апостола, и отдав кадило стоит одесну́ю страны́ аналогиа: и приходит игумен ко аналогию, и творит два поклоны, и целует икону святаго апостола. И по целовании един поклон: и взем струче́ц на то устроенный, помазует себе от кандила святым елеем крестообразно, на челе своем: и братия подобне целует икону святаго, игумен же помазует святым елеем иереа, и прочую братию. По помазании же святаго елеа, поем час первый.
Архиепископ Вениамин (Румовский-Краснопевков) полагает, что к елею из кандила (лампады) следует добавлять и елей, освящённый на литии. Он же возводит эту традицию, как «нерушимую связь» между Законом Моисеевым и христианством.
На Афоне помазание совершается во время пения «хвалитных» псалмов. В некоторых монастырях сохраняется старинный обычай помазания при помощи двух пальцев.
- во время таинства крещения перед погружением в купель. Помазание «елеем радования» («елеем заклинания», «елеем оглашенных») известно с древних времён, о нём сообщают Ипполит Римский, Амвросий Медиоланский, Кирилл Иерусалимский, Григорий Нисский, Иоанн Златоуст, Симеон Солунский и другие. Это действие, по мнению учителей Церкви, напоминало крещаемому о «духовной брани» и готовило его к миропомазанию, а также отгоняло нечистую силу. После погружения в купель ранние христиане помазывали «елеем благодарения» (впоследствии этот обряд был вытеснен миропомазанием).
- над усопшим. Это также весьма древний обычай. По мнению Дионисия и Симеона Солунского, он связан с предыдущим и символизирует завершение «жизненного подвига».

Помазание также совершается по желанию верующих елеем из лампад от почитаемых икон и мощей.

## У миафизитов
В коптском обряде помазание елеем имеет широкое применение в таинствах крещения и венчания. В коптской редакции «Дидахе» содержится особая молитва о елеопомазании.
У армян существует обряд помазания креста, возникший, по мнению Карташёва, под иконоборческим влиянием.